# Letov Š-6
Letov Š-6 là một loại máy bay ném bom chế tạo ở Tiệp Khắc trong thập niên 1920.

## Tính năng kỹ chiến thuật
Đặc điểm tổng quát
- Kíp lái: 2
- Chiều dài: 8.85 m (29 ft 0 in)
- Sải cánh: 15.69 m (51 ft 6 in)
- Diện tích cánh: 43.0 m2 (462 ft2)
- Trọng lượng rỗng: 1.152 kg (2.534 lb)
- Trọng lượng có tải: 2.008 kg (4.417 lb)
- Powerplant: 1 × Maybach Mb IV, 190 kW (260 hp)

Hiệu suất bay
- Vận tốc cực đại: 186 km/h (116 mph)
- Tầm bay: 780 km (490 dặm)
- Trần bay: 6.250 m (20.500 ft)
- Vận tốc lên cao: 2,6 m/s (520 ft/phút)